# Haverfordwest County FC
Haverfordwest County FC este o echipă de fotbal din Haverfordwest, Pembrokeshire, Țara Galilor.

## Cele mai mari victorii și înfrângeri
- Cea mai mare victorie: 5-0 cu Cemaes Bay în 1997
- Cea mai mare înfrângere: 0-9 cu Bangor City.

## Jucători Notabili
- Ivor Allchurch
- Mel Charles
- Simon Davies
- Ronnie Rees
- Rory Keane
- Atif Bashir
- Arthur Willis